# محطة شارع بورغ
محطة شارع بورغ هي محطة قطارات أنفاق في ولاية هامبورغ الالمانية تمر بها خطوط U2 و U4 . افتتحت المحطة في تاريخ الثاني من شهر يناير عام 1967.

## الموقع
تقع محطة شارع بورغ في شمال شارع لاند، بين تقاطع شارع بورغ وسيفيكينغدام. تحتوي المحطة على رصيف للركاب بطول 120 مترًا، ومنه يوجد مخرج إلى مبنى محطة القطارات.

## روابط خارجية
- "Network plan HVV" (PDF). hvv.de. مؤرشف من الأصل (PDF) في 2018-06-18. (pdf) 560 KiB
- "Hamburgs U-Bahnhöfe". hamburger-untergrundbahn.de. مؤرشف من الأصل في 2016-06-23.